# Jamgön Ju Mipham Gyatsho

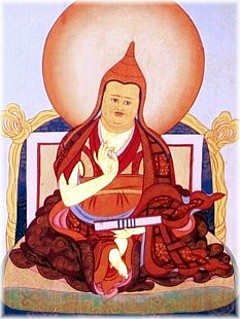
Jamgön Ju Mipham Gyatsho

Jamgön Ju Mipham Gyatsho (tib.: jam mgon 'ju mi pham rgya mtsho; geb. 1846 in Osttibet; gest. 1912) war ein bedeutender Autor und Lama der Nyingma-Schule des tibetischen Buddhismus sowie Unterstützer der Rime-Bewegung.

## Werke
- Thomas Doctor (Übers.): Speech of delight: Mipham's Commentary on Shantarakshita's Ornament of the Middle Way. Snow Lion Publications, 2004, ISBN 978-8174721-20-4